# Guariba (São Paulo)
Guariba is een gemeente in de Braziliaanse deelstaat São Paulo. De gemeente telt 34.508 inwoners (schatting 2009).

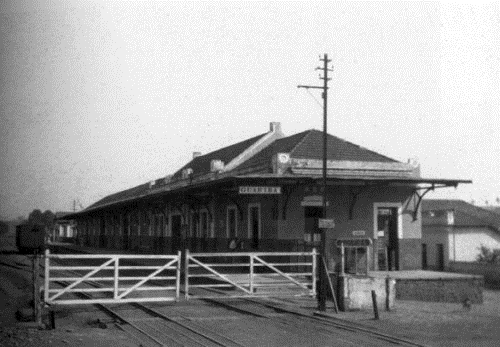
Station van Guariba rond 1930